# Minus
Mínus (latinsko manj) (−) je v matematiki znak za odštevanje. Primer uporabe: 3 – 1 = 2. Minus je tudi predznak negativnih števil in znak za nasprotno vrednost.
Pri navajanju spletnih naslovov velikokrat beremo znak - kot minus namesto vezaj (npr. v www.uni-lj.si), saj se na običajnih tipkovnicah za oboje uporablja isti znak.

## Zgodovina nastanka
Še v 15. stoletju je bilo običajno, da so besedi minus (manj) in plus (več) izpisovali. V italijanskih in francoskih zapisih so za minus pogosto napisali le črko m z vodoravno črto nad njo. Omenjena vodoravna črta se je sčasoma začela uporabljati kot samostojen znak za minus.